# Lee Hae-ri
Lee Hae-ri (hangul: 이해리; nascida em 14 de fevereiro de 1985), mais frequentemente creditada apenas como (hangul: 해리), é uma cantora e compositora sul-coreana. Ficou popularmente conhecida por ser integrante da dupla musical Davichi, formado pela MBK Entertainment em 2008. Ela realizou participações em diversos teatros musicais, incluindo Tears of Heaven (2011), Mozart, l'opéra Rock (2012) e Hero (2014). Sua estreia solista ocorreu em 19 de abril de 2017 com o lançamento do extended play H.

## Carreira

### Davichi
Davichi lançou seu primeiro álbum de estúdio intitulado Amaranth, em 4 de fevereiro de 2008. A faixa promocional I Hate You, I Love You ganhou o Prêmio Novato do Mês em fevereiro do Cyworld Digital Music Awards. A dupla posteriormente promoveu a faixa Sad Promise do álbum.

### Atividades individuais
Entre 30 de julho de 2011 e 23 de junho de 2016, Haeri se apresentou no programa de variedades da KBS, Immortal Songs: Singing The Legend. Ela também se apresentou diversas vezes no programa da MBC, King of Mask Singer. Em 19 de abril de 2017, Haeri realizou sua estreia como cantora solista com o lançamento do extended play H.

## Discografia

### Extended plays
| H                                                                                          | - Lançamento: 19 de Abril de 2017 - Gravadora: CJ E&M, B2M Entertainment - Formatos: CD, digital download | 16 | — | - KOR: 1,952+ |
| "—" indica lançamentos que não apresentaram gráficos ou não foram divulgados nessa região. | |    |   |               |

### Como artista principal
| Título                                                                                     | Ano  | Melhor posição nas paradas | Melhor posição nas paradas | Vendas         | Álbum                        |
| Título                                                                                     | Ano  | KOR Gaon                   | US World                   | Vendas         | Álbum                        |
| ------------------------------------------------------------------------------------------ | ---- | -------------------------- | -------------------------- | -------------- | ---------------------------- |
| "Crazy Woman" (com Lee Jung-won e Kim Yeon-ji)                                             | 2008 | —                          | —                          | —              | East Of Eden                 |
| "Red Bean"                                                                                 | 2008 | —                          | —                          | —              | East Of Eden                 |
| "At That Time, I Will Live"                                                                | 2011 | —                          | —                          | —              | Lee Hae-ri & E-Tribe Project |
| "Can Your Hear Me?"                                                                        | 2011 | —                          | —                          | —              | Tears of Heaven Musical      |
| "The Person I Love"                                                                        | 2011 | —                          | —                          | —              | Poseidon                     |
| "You're All Grown Up" (com Seeya)                                                          | 2012 | —                          | —                          | —              | SEEYA DAVICHI                |
| "If You Loved Me" (com Zia)                                                                | 2013 | —                          | —                          | —              | If You Loved Me              |
| "Feeling So Empty Without You" (com Shin Yong-jae do 4MEN)                                 | 2014 | —                          | —                          | —              | Acoustic Project #1. Cloud   |
| "Pattern"                                                                                  | 2017 | 25                         | —                          | - KOR: 85,241+ | h                            |
| "Hate That I Miss You"                                                                     | 2017 | 28                         | —                          | - KOR: 92,514+ | h                            |
| "—" indica lançamentos que não apresentaram gráficos ou não foram divulgados nessa região. |      |                            |                            |                |                              |

### Como artista convidada
| Título                                                                                     | Ano  | Melhor posição nas paradas | Melhor posição nas paradas | Vendas          | Álbum                |
| Título                                                                                     | Ano  | KOR Gaon                   | US World                   | Vendas          | Álbum                |
| ------------------------------------------------------------------------------------------ | ---- | -------------------------- | -------------------------- | --------------- | -------------------- |
| "Love Is All The Same" (Yangpa featuring Lee Hae-ri)                                       | 2012 | —                          | —                          | —               | Together             |
| "Poison" (The SeeYa featuring Lee Hae-ri)                                                  | 2012 | 28                         | —                          | —               | Love U               |
| "Sorrow" (Wonder Boyz featuring Lee Hae-ri)                                                | 2012 | —                          | —                          | —               | Lançamento sem álbum |
| "The Road To School" (Kim Jin-ho featuring Lee Hae-ri)                                     | 2013 | —                          | —                          | —               | Today                |
| "Heart" (HIGHBROW featuring Lee Hae-ri)                                                    | 2015 | —                          | —                          | —               | EASTIST              |
| "Lie" (Mad Clown featuring Lee Hae-ri)                                                     | 2016 | 10                         | —                          | * KOR: 367,398+ | Lançamento sem álbum |
| "—" indica lançamentos que não apresentaram gráficos ou não foram divulgados nessa região. |      |                            |                            |                 |                      |

## Filmografia

### Programas de TV
Immortal Songs 2
| Data                   | Episódio | Notas                                     | Canção                                        | Vendedor                 |
| ---------------------- | -------- | ----------------------------------------- | --------------------------------------------- | ------------------------ |
| 30 de julho de 2011    | 9        | Shin Seung-hun - Female Vocalists Special | You're Just Somewhere a Little Higher Than Me | Ganhou 2 vezes seguidas  |
| 17 de setembro de 2011 | 16       | 7080 Vocalists Special                    | Forgotten Flower                              | Ganhou para a 1ª rodada  |
| 26 de novembro de 2011 | 26       | Lee Kwangjo                               | Who Is He                                     | -                        |
| 3 de dezembro de 2011  | 27       | Choi Baekho                               | I Love You                                    | -                        |
| 10 de dezembro de 2011 | 28       | 7080 OST Special                          | Walking In The Rain                           | 1º vencedor final        |
| 17 de dezembro de 2011 | 29       | Jeong Hunhui & Kim Taehwa                 | Uninhabited Island                            | -                        |
| 13 de dezembro de 2011 | 31       | Super Match Unfortunate Classic           | You're Just Somewhere a Little Higher Than Me | Ganhou sobre Minkyung    |
| 14 de janeiro de 2012  | 33       | Duet with Lagends                         | Anthem Of Love ft. Yoo Yeol                   | -                        |
| 21 de janeiro de 2012  | 34       | Tae Jinah & Seol Wundo                    | Twist Of Love                                 | -                        |
| 19 de maio de 2012     | 51       | JYP                                       | Behind You                                    | Venceu a Sessão de Ulala |
| 02 de junho de 2012    | 53       | Sobangcha                                 | White Wind                                    | 2º vencedor final        |
| 29 de dezembro de 2012 | 81       | Trot Big 4 Special                        | Really                                        | -                        |
| 16 de novembro de 2013 | 127      | Autumn Men Special                        | Reminiscence ft. Kim Donghyun                 | -                        |
| 23 de novembro de 2013 | 128      | Onions, Letter To The Youth               | Lone Path ft. Big Star                        | -                        |
| 30 de novembro de 2013 | 129      | Park Sang Min                             | Sunflower                                     | 3º vencedor final        |
| 07 de dezembro de 2013 | 130      | Remake Special                            | Passion Flower                                | -                        |
| 21 de junho de 2014    | 153      | 3rd Anniversary Special                   | Invisible Love                                | -                        |
| 06 de junho de 2015    | 202      | Lee Seung Chul                            | Don't Leave ft. Shin Yongjae                  | -                        |
| 27 de junho de 2015    | 205      | The Seven Divas Special                   | The Only Is My World                          | -                        |
| 23 de junho de 2016    | 235      | Kim Kwangseok's 20th Anniversary          | To You                                        | -                        |

### Outros
| Ano  | Canal | Título                    | Episódio | Canção |
| ---- | ----- | ------------------------- | -------- | --- |
| 2016 | JTBC  | Two Yoo Project Sugar Man | 22       | "I Have No Problem"                                                                                              |
| 2017 | MBC   | King of Mask Singer       | 101      | "Unpredictable Life" (알 수 없는 세상) (dueto com Lee Bon)                                                       |
| 2017 | MBC   | King of Mask Singer       | 102      | "You in the Same Time" (같은 시간 속의 너) "Making a New Ending for This Story" (이 소설의 끝을 다시 써 보려 해) |
| 2017 | MBC   | King of Mask Singer       | 104      | "Snow Flower" (눈의 꽃)                                                                                          |
| 2017 | MBC   | King of Mask Singer       | 105      | "A Shot of Soju" (소주 한 잔)                                                                                    |